# 自由ベトナム臨時政府

自由ベトナム臨時政府
Chính Phủ Lâm Thời Việt Nam Tự Do
Provisional Government of Free Vietnam

国歌: 青年行進曲
ガーデングローブ

自由ベトナム臨時政府（じゆうベトナムりんじせいふ、英語：Provisional Government of Free Vietnam, GFVN、ベトナム語：Chính Phủ Lâm Thời Việt Nam Tự Do / 政府臨時越南自由）は、アメリカ・カリフォルニア州のガーデングローブに存在したベトナム人の反共組織。「ベトナム共和国（旧南ベトナム）の亡命政府」を自称していたが、政府承認をする国は存在しなかった。

## 概要
自由ベトナム臨時政府 (GFVN) は、グエン・ホアン・ダン (Nguyen Hoang Dan) が1995年4月30日に創設した、反共主義者の政治団体である。最終的な目標は、ベトナムに現存する共産党政権（ベトナム社会主義共和国政府）を、政治的・軍事的活動によって排除する事にあるとされた。
GFVNは、6000人の成員を有し、ベトナムとカンボジアの国境線沿のKC-702という地点に軍事作戦などのために使用する秘密基地を持っていると主張していた。また、日本を含むアジア諸国、オーストラリア、ヨーロッパ諸国に75の支部があるとも主張していた。同時に、GFVNは越僑から広範囲に及ぶ支持を受けていると主張し、年間約100万ドルに及ぶGFVN運営予算の大部分は世界中の裕福なベトナム人実業家からの寄付金によって賄われているとしていた。だが、ベトナム系アメリカ人コミュニティーの代表権を始めとして、GFVNがベトナム国外のベトナム人（越僑）から広範な支持を受けている客観的な証拠は何も無かった。それどころか、GFVNが樹立された時点で既に「ベトナム共和国の亡命政府」を自称する団体・ベトナム第三共和国（臨時ベトナム国家政府）がカリフォルニア州のリトル・サイゴンに存在しており、アメリカ系ベトナム人コミュニティーは「亡命政府」を複数抱える状態となっていた。
アメリカとベトナムが国交を回復（1995年）した直後の1990年代後半から2000年代初めにかけて、GFVNはベトナム政府に対する武力攻撃（テロ活動）を実施した。だが、ベトナム政府へのテロ行為はアメリカ合衆国の中立法 に違反しており、GFVNの存在は米越関係の発展を望むアメリカ合衆国の外交政策に不利益をもたらす存在となっていた。そのため、2005年1月2日にGFVNの元首に元ベトナム共和国首相のグエン・カーンが選出されたものの、ベトナム当局による構成員の逮捕や越僑達の無関心によってGFVNは活動力を失っていった。そして、2013年1月にグエン・カーンが死去すると、GFVNは自然消滅した。
GFVNは「www.gfvn.org」というURLを使った公式ウェブサイトを有していたが、2009年から2011年の間のいずれかの時期に利用不能となった。ただし、GFVNが作成した内規、刊行物、新聞及びプロパガンダビデオは、カリフォルニア大学アーバイン校の大学図書館にコレクションの一つとして保管されている。

## テロ活動
自由ベトナム臨時政府は、1999年3月から2000年8月までの間に、関係者がホーチミン市でテロ事件を準備していたとしてベトナム警察に検挙された。
また、ベトナム国外においても、2000年以降に幾つかのテロ未遂活動が報告されている。
- 2000年8月 - 駐イギリス・ロンドンのベトナム大使館における放火に関与したと疑われる。
- 2001年4月 - 駐カンボジア・プノンペンのベトナム大使館における爆弾爆破事件（守衛が負傷）に関与したと疑われる。
- 2001年6月 - 駐タイ王国のベトナム大使館における爆弾設置事件に関与。
- 2001年8月 - 在マニラ・ベトナム大使館爆破計画の容疑で、自由ベトナム臨時政府のメンバー2名（内、日本人1名）が、フィリピン警察に検挙される。

## その他
GFVNは「国旗」として旧ベトナム共和国の黄底三線旗を使用していた。だが、黄底三線旗は反共的思想に基づいて活動するベトナム民主化運動の活動家・団体が「自由ベトナムの象徴」として広く使用しているため、黄底三線旗の使用者がGFVN関係者とは限らなかった。現に、2008年にパリや長野市で行なわれた2008年北京オリンピックの聖火リレーに反対する抗議デモでは、GFVNの活動と関係なく、チベットの旗や東トルキスタン共和国の旗に混じって黄底三線旗も一緒に振られていた（黄底三線旗の詳細についてはベトナムの国旗を参照のこと）。